# Eucalyptus praetermissa
Eucalyptus praetermissa là một loài thực vật có hoa trong Họ Đào kim nương. Loài này được Brooker & Hopper mô tả khoa học đầu tiên năm 1991.